# 산드루 세사르 코르도비우 지 리마

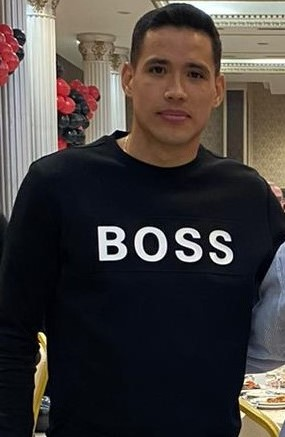

산드루 세사르 코르도비우 지 리마(포르투갈어: Sandro César Cordovil de Lima, 1990년 10월 28일 ~ )는 브라질의 축구 선수이다. 2022년 현재 광주 FC 소속 선수로 활동하고 있다.